# Scuticaria steelei
Scuticaria steelei är en orkidéart som först beskrevs av William Jackson Hooker, och fick sitt nu gällande namn av John Lindley. Scuticaria steelei ingår i släktet Scuticaria och familjen orkidéer. Inga underarter finns listade i Catalogue of Life.

## Bildgalleri

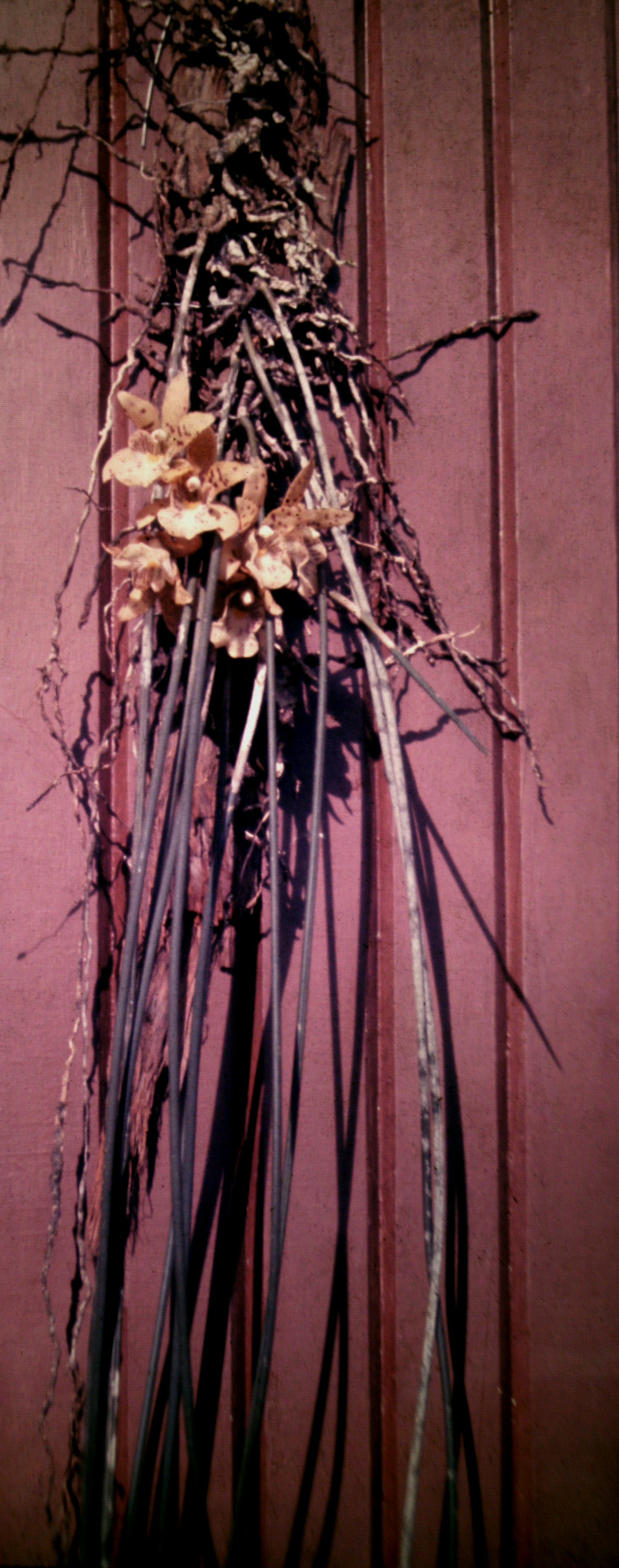
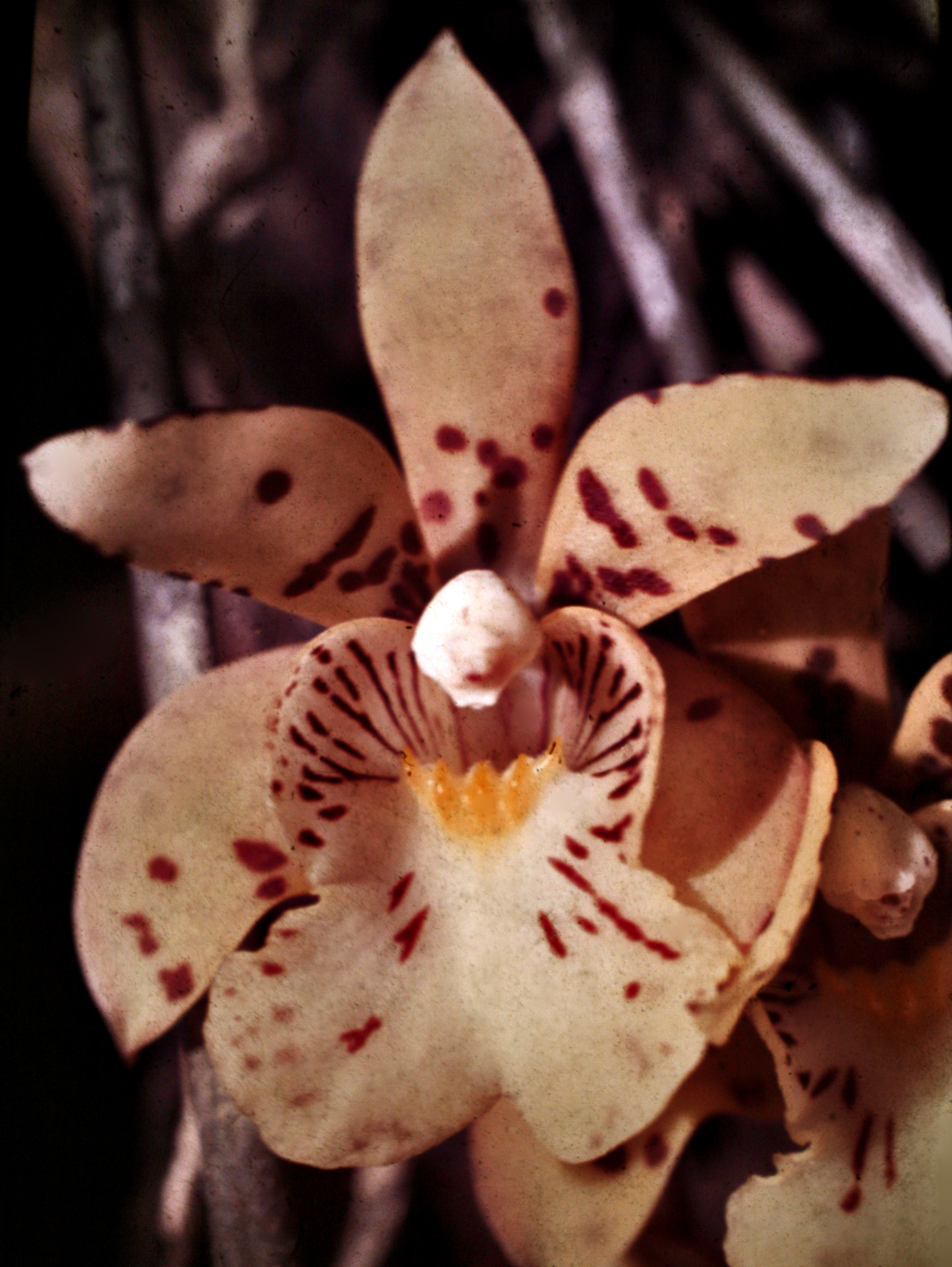
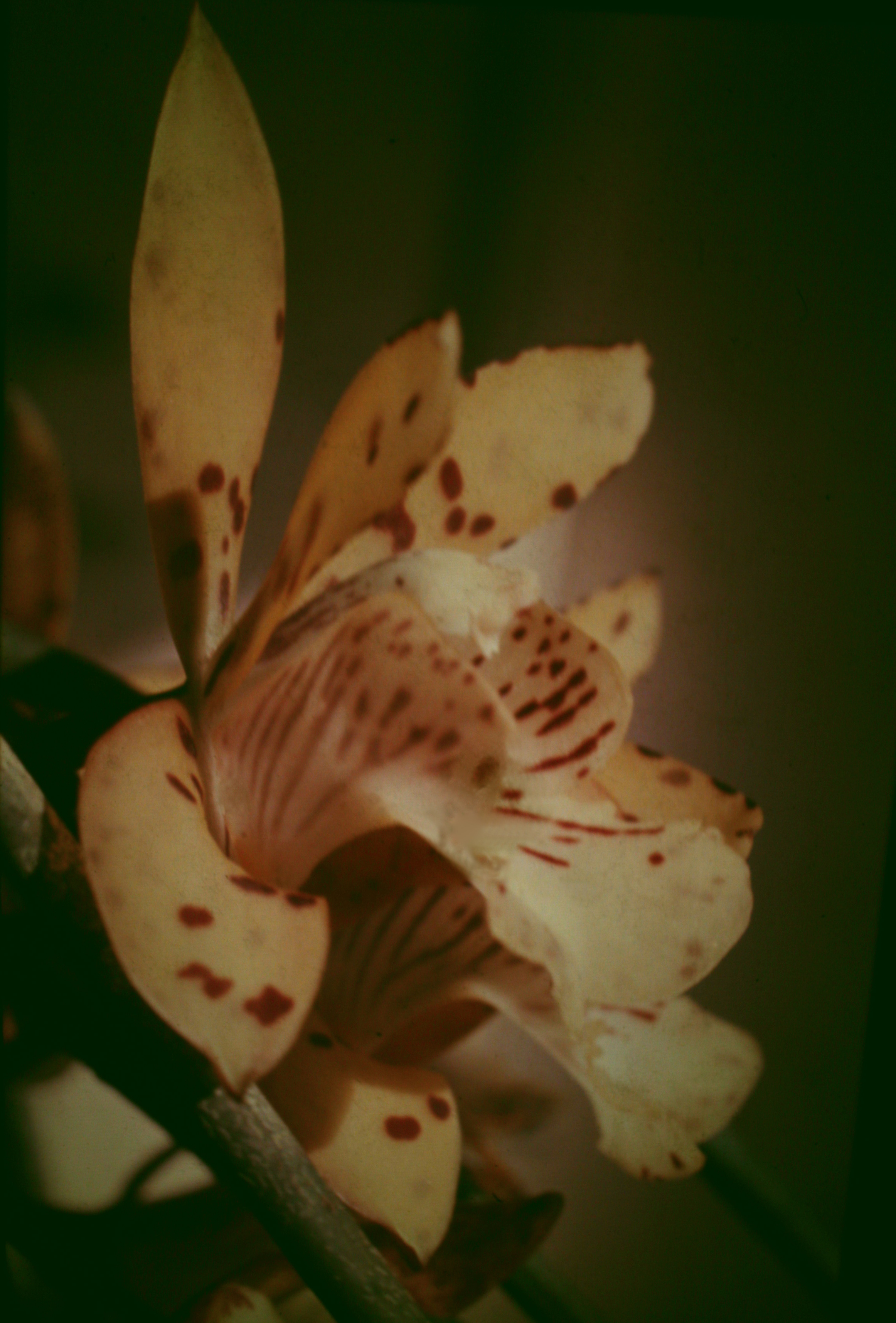
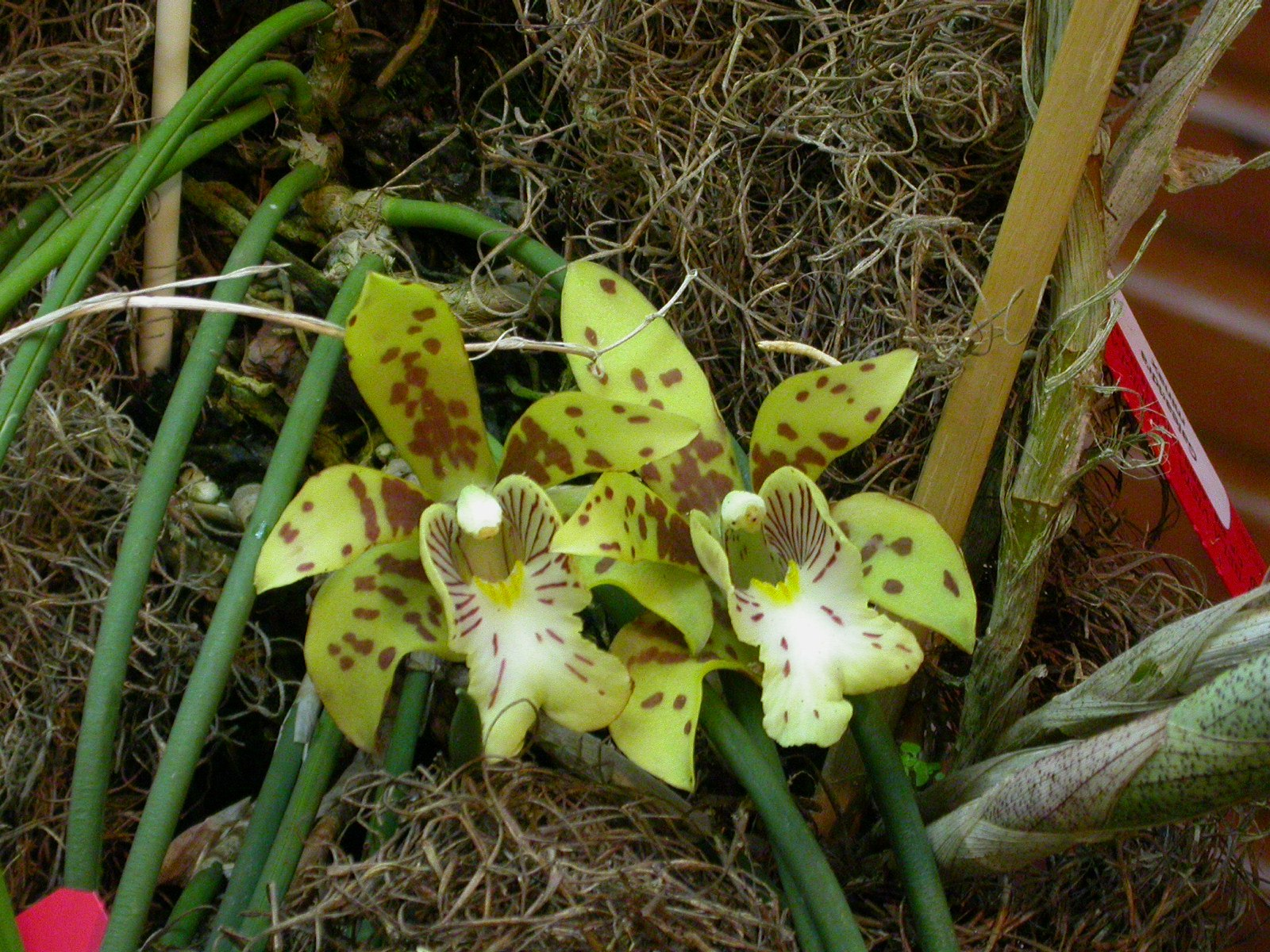
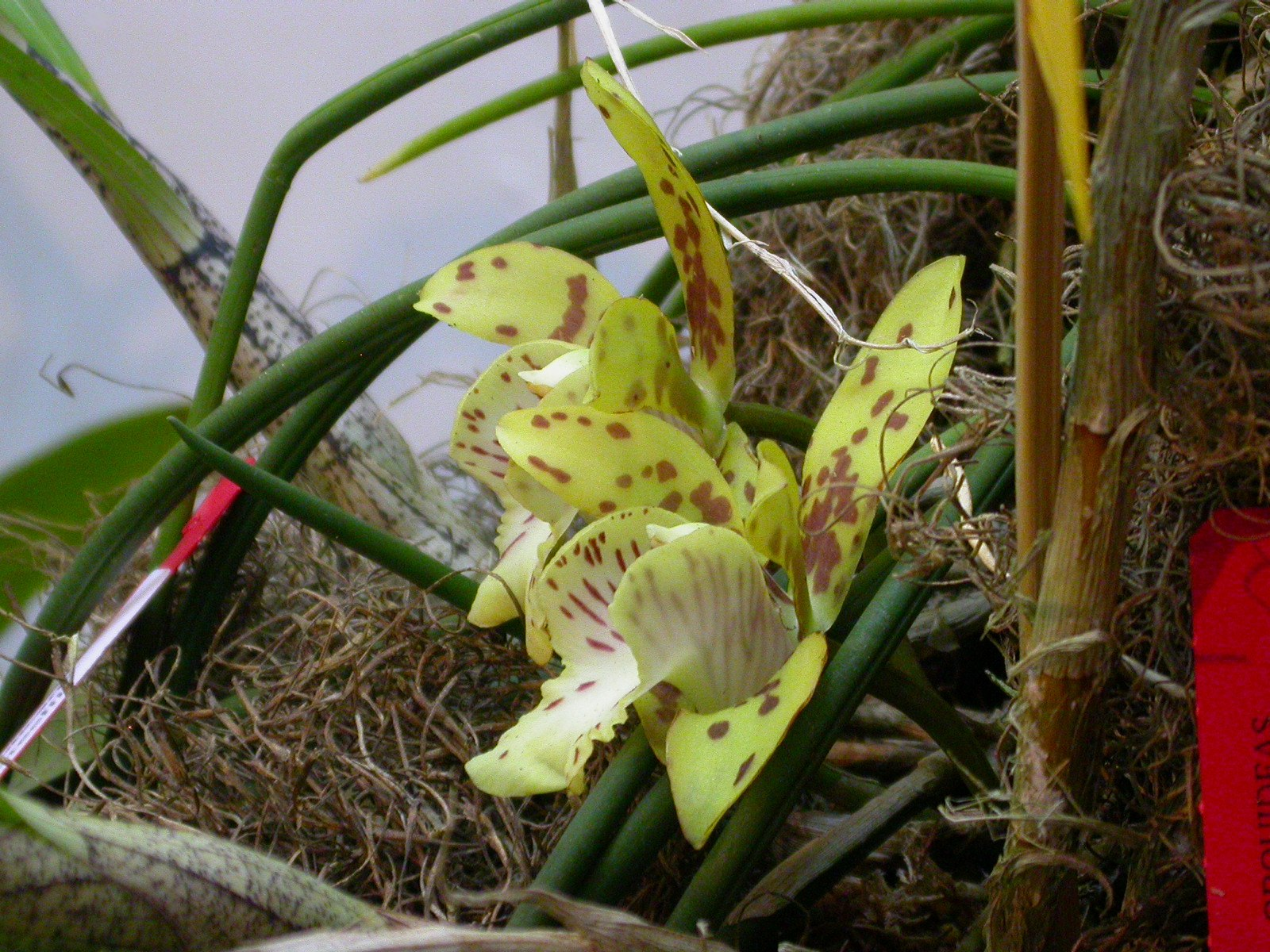
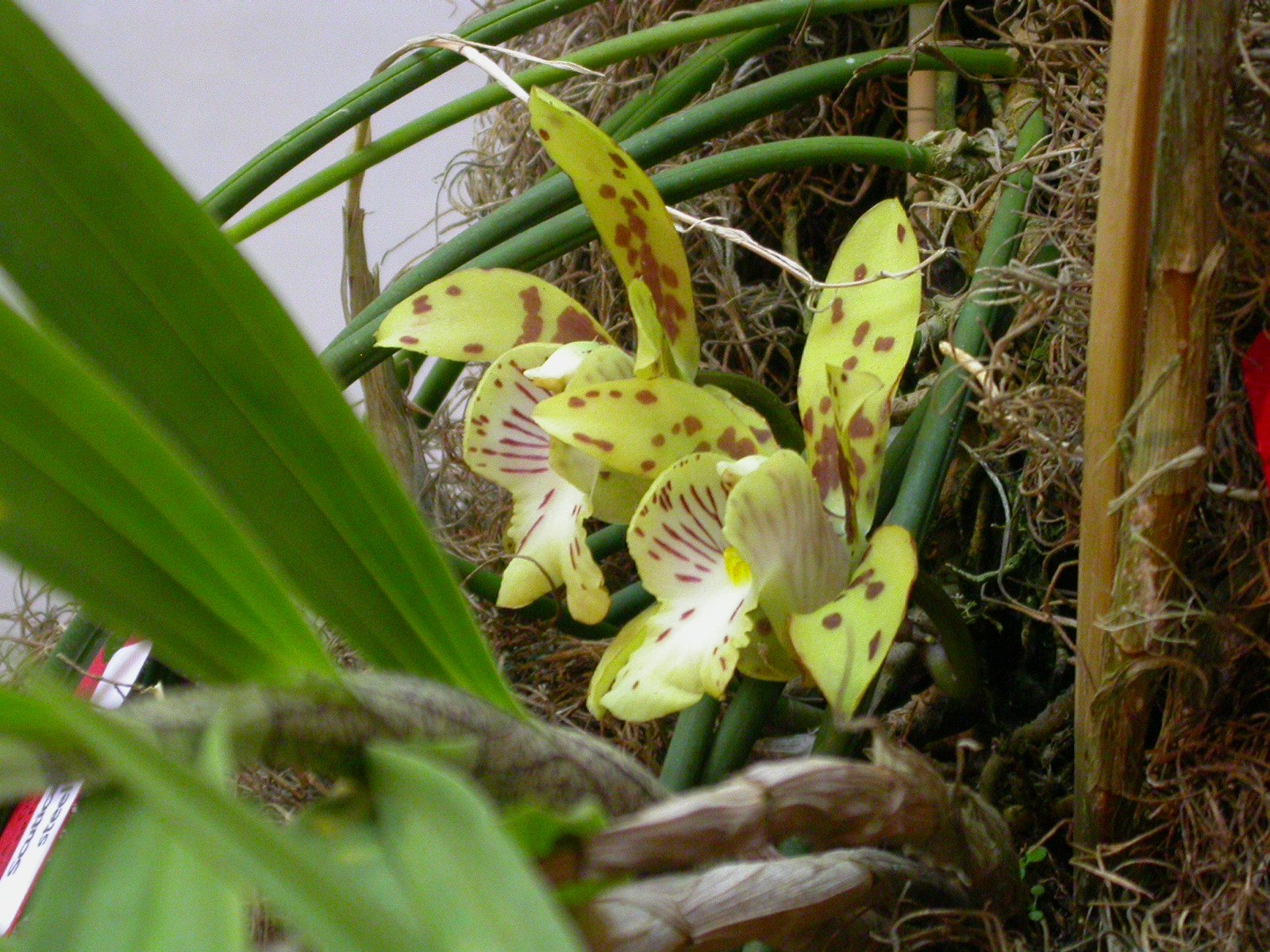